# Ineenstorting van de Noordwest-Atlantische kabeljauwvisserij
Na decennia van overbevissing vond er in 1992 een totale ineenstorting van de kabeljauwbestanden in het noordwestelijke deel van de Atlantische Oceaan plaats. De bestanden vielen op korte tijd op de meeste plaatsen terug tot op 10% van historische niveaus; de meest belangrijke noordelijke populatie viel zelfs terug tot op 1% van historische niveaus.
De Canadese minister van visserij John Crosbie plaatste daarop een moratorium op de kabeljauwvisserij die tot dan toe bijna 500 jaar lang plaatsvond op de Grand Banks van Newfoundland en van enorm belang geweest was voor heel Atlantisch Canada. Vooral voor het sterk op visserij gerichte eiland Newfoundland waren de gevolgen op economisch, demografisch en cultureel gebied enorm.

## Oorzaken

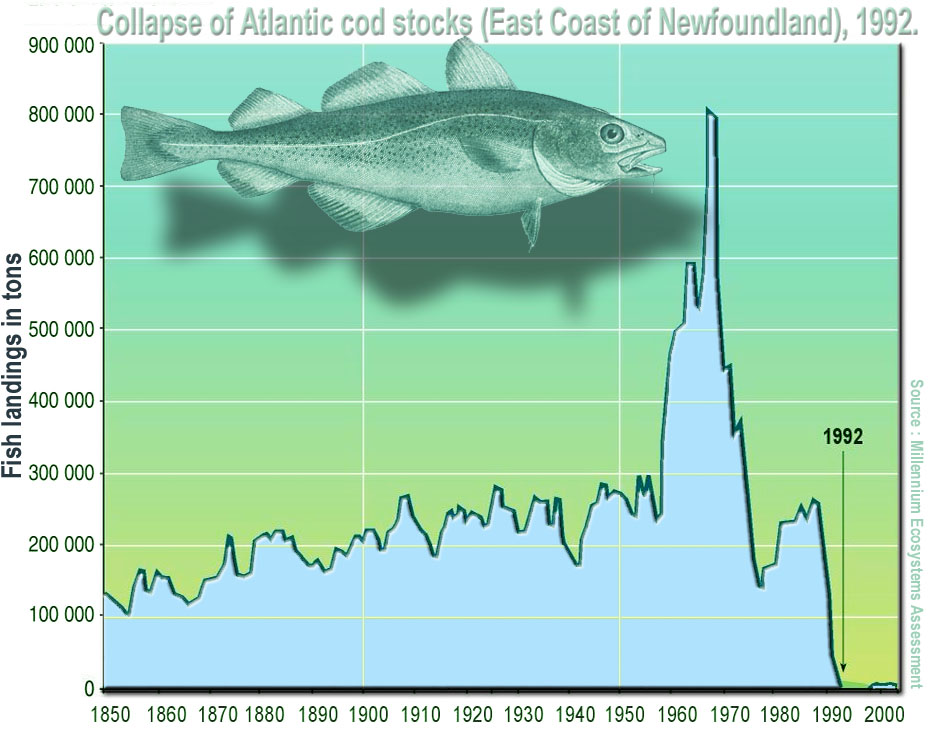
Hoeveelheid door Newfoundlandse vissers opgeviste kabeljauw in de Noordwest-Atlantische Oceaan; uitgedrukt in ton (1850-2000)

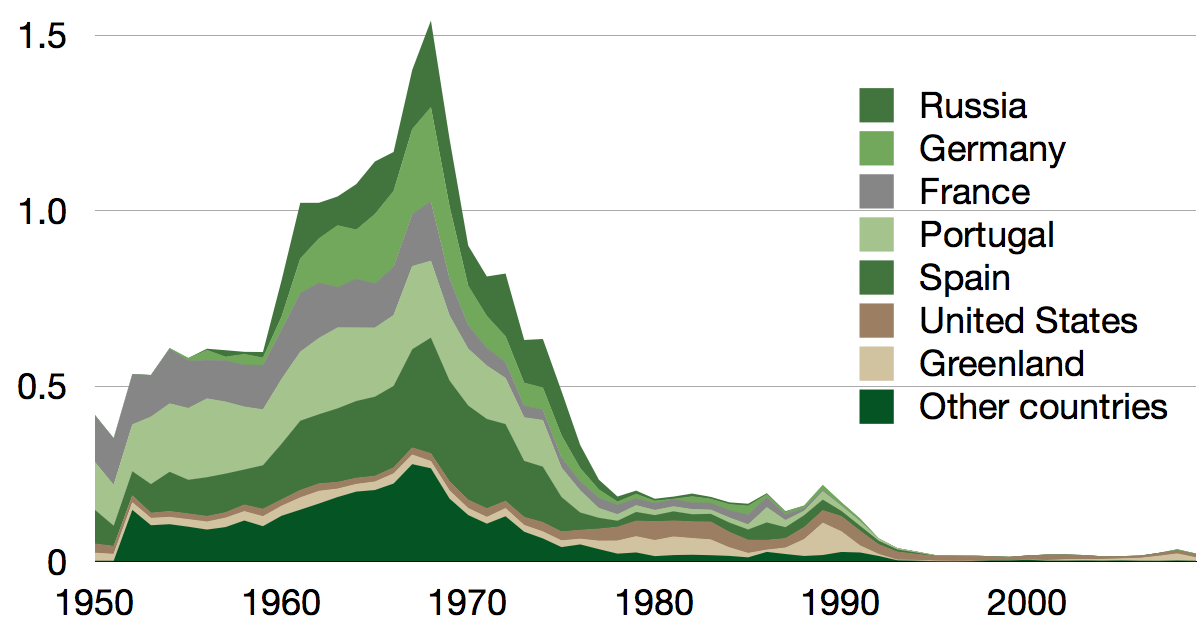
Hoeveelheid opgeviste kabeljauw in de Noordwest-Atlantische Oceaan door niet-Canadese vissers in miljoen ton (1950-2010)

### Overbevissing van kabeljauw
Vanaf de jaren vijftig van de 20e eeuw konden vissers dankzij nieuwe technologie een groter gebied bevissen en dat op grotere dieptes en voor een langere tijd. Tegen de jaren zestig lieten krachtige trawlers, uitgerust met radar, elektronische navigatiesystemen en sonar, de bemanningen toe om met ongeëvenaard succes op vis te jagen.
De activiteit en vangst van buitenlandse vissers (voornamelijk Spanjaarden, Portugezen, Duitsers en Russen) steeg hierdoor aanzienlijk. Na een eerste grote terugval in de jaren zeventig daalde de activiteit van buitenlandse vissers. In de periode daarna, namelijk eind de jaren zeventig en het begin van de jaren tachtig bereikten de Canadese vangsten op hun beurt een piek. De kabeljauwbestanden raakten uiteindelijk doorheen deze periode veel sneller uitgeput dan ze konden aangroeien.

### Overbevissing van andere soorten
De vanaf de jaren zestig steeds meer actieve trawlers vingen ook enorme hoeveelheden niet-commerciële vis, die economisch onbelangrijk maar ecologisch zeer belangrijk waren. Deze incidentele vangst ondermijnde de stabiliteit van het ecosysteem, waardoor de bestanden van belangrijke roofdier- en prooisoorten werden uitgeput. Uiteindelijk vond er in 1992 een totale ineenstorting plaats.

### Gebrek aan kennis
Er heerste een gebrek aan kennis over het ecosysteem van de Grand Banks van Newfoundland en over de algemene biologie van de kabeljauw. Er werden hierdoor onder meer veel te positieve assumpties gemaakt. Zo werd de beperkte groei van de vangst in de jaren 1980 bekeken als een geleidelijke nieuwe aangroei van de kabeljauwbestanden, terwijl dit in realiteit het gevolg was van nog verdere overbevissing door verder verbeterde technologieën en grootschaligere inzet van trawlers.

## Impact op Newfoundland

### Werkloosheid
Ongeveer 37.000 vissers en arbeiders in de visverwerkende nijverheid verloren hun job door de ineenstorting van de kabeljauwbestanden en het daaropvolgende moratorium op de vangst ervan. Het was en is tot op heden het grootste collectieve jobverlies in de Canadese geschiedenis. De gevolgen waren het zwaarst voor de ruim 400 Newfoundlandse kustgemeenschappen. Deze traditionele en vaak afgelegen plaatsen – outports genoemd – waren historisch immers vrijwel volledig op visserij gericht. Mensen uit de outports die niet rechtstreeks in de visserijsector werkten werden ook economisch getroffen daar dorpen begonnen te ontvolken en er dus veel minder klanten waren die daarenboven minder koopkracht hadden. Deze cultureel belangrijke nederzettingen begonnen hierdoor helemaal dood te bloeden. 

### Economische diversificatie
Newfoundlanders die in de visserijsector actief bleven, richtten zich door het gebrek aan de traditionele kabeljauw op andere vangsten. Voornamelijk de kreeftachtigenvangst werd een belangrijke nieuwe sector. Door de ontregeling van het ecosysteem waren er immers grote bestanden van sneeuwkrabben en noordse garnalen ontstaan. Veel mensen gingen in grotere plaatsen ook aan de slag in geheel nieuwe sectoren. Er werd daarom een grotere nadruk gelegd op hoger onderwijs, onder andere met steun van de Canadese federale overheid. Ook werd er veel meer ingezet op de provinciale offshore aardolie-industrie. 

### Demografie
Een van de belangrijke gevolgen was een grootschalige emigratie uit de provincie Newfoundland en Labrador richting voornamelijk andere Canadese provincies. Tussen 1991 en 2006 daalde de bevolkingsomvang van zo'n 568.500 inwoners naar 505.500 inwoners (-11%), waarna een zeer geleidelijk herstel begon.
In de afgelegen kustgebieden was de demografische achteruitgang echter veel groter en is deze tot aan de laatste volkstelling (2016) nog niet omgekeerd. Er is van daaruit onder andere een grote interne migratie richting grote kernen binnen de provincie, voornamelijk de Metropoolregio St. John's. In de periode 1991–2016 zakte de bevolkingsomvang bijvoorbeeld zeer sterk in onder andere de regio van het Great Northern Peninsula (-38%), aan de zuidkust (-37%) en op het schiereiland Burin (-31%). De meest afgelegen vissersdorpen, zoals Cook's Harbour, verloren tot twee derde van hun inwoneraantal. Sommige kleine plaatsen kregen hierdoor hun doodsteek en werden enkele jaren later in hun volledigheid hervestigd (bijvoorbeeld Big Brook, Grand Bruit en Great Harbour Deep).

## Beleid en situatie sinds de ineenstorting

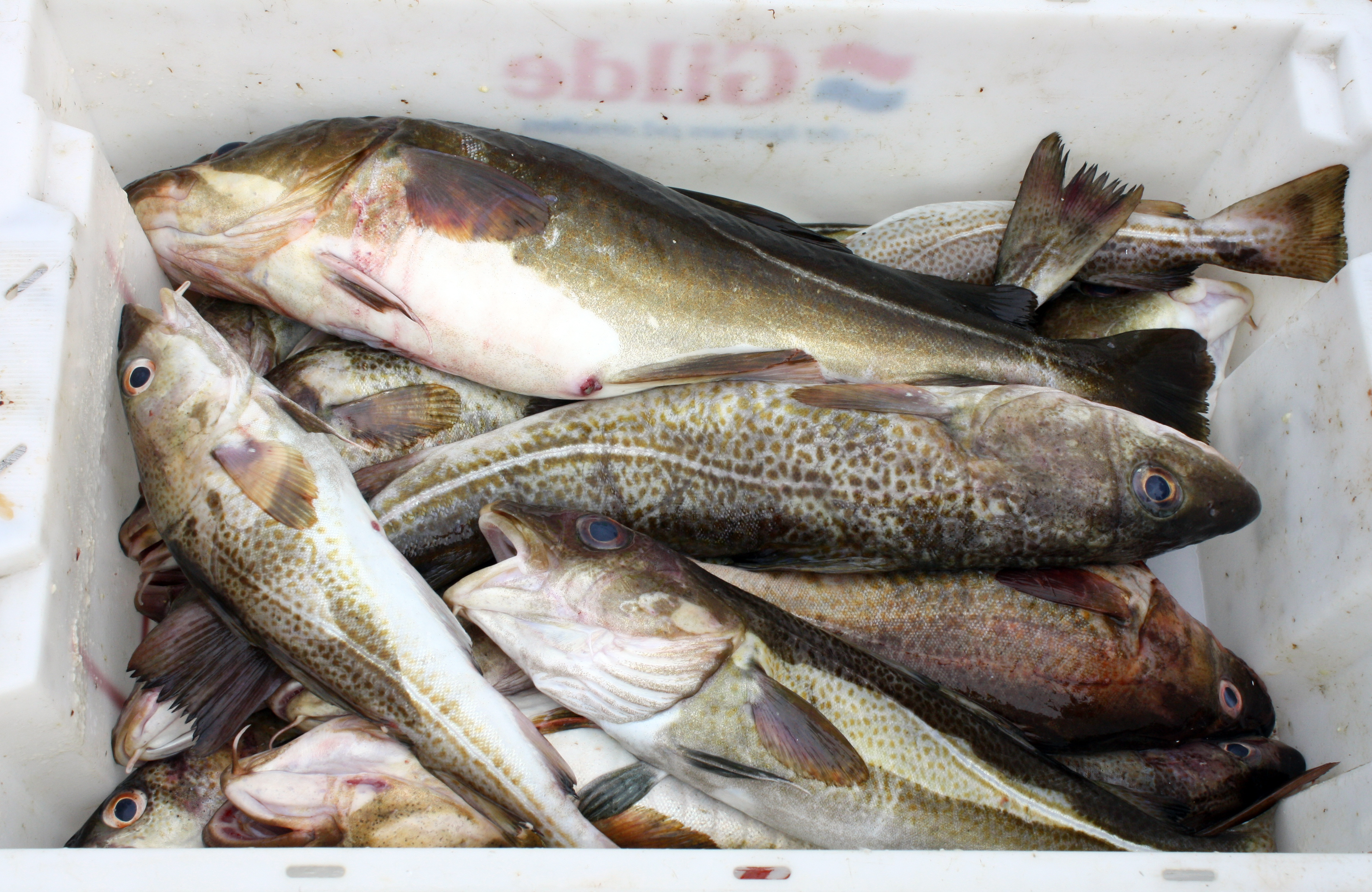
Een bak met vers gevangen kabeljauwen

In 1995 heropende de Canadese minister Brian Tobin de jacht op de zadelrob, een zeehondensoort die onder meer jaagt op kabeljauw. De jacht op zeehond werd nadrukkelijk aangestipt als een manier om de kabeljauwbestanden sneller te doen herleven.
In 2000 plaatste het WWF de kabeljauw op hun lijst van bedreigde diersoorten. In 2003 deed het Canadese COSEWIC hetzelfde. Het IUCN erkent kabeljauw als een "kwetsbare" soort.
In 2002, tien jaar na het moratorium, waren de bestanden nog steeds geenszins hersteld. Er werd vastgesteld dat het ecosysteem grondig gewijzigd was. De lodde, ooit een van de belangrijkste prooivissen van de kabeljauw, kwam nu in veel groteren getale voor; in die mate dat de lodde zelfs een belangrijke roofvis geworden was ten aanzien van de weinige jonge kabeljauwen. De zee telde vooral schaal- en weekdieren eerder dan vissen. Newfoundlandse vissers wezen met de vinger naar industriële Europese trawlers.
In 2010 stelde een studie van de Northwest Atlantic Fisheries Organization een aanzienlijk herstel vast (in relatieve cijfers) van de kabeljauwbestanden bij de Grand Banks. Het ging toen echter nog steeds maar om 10% van de historische populatiegrootte. In datzelfde jaar plaatsten Greenpeace en Seafood Watch de vis op hun rode lijst van vissen die best door consumenten vermeden kunnen worden.
In 2011 en in 2015 kwamen er positieve rapporten naar buiten over de kabeljauwbestanden, maar deze werden later steeds ingehaald door een realiteit die negatiever bleek. Na min of meer goede vangsten in 2016–17 was Canada in 2018 opnieuw gedwongen om de reeds lage visquota nog verder te verlagen.